# Francis X. Bushman

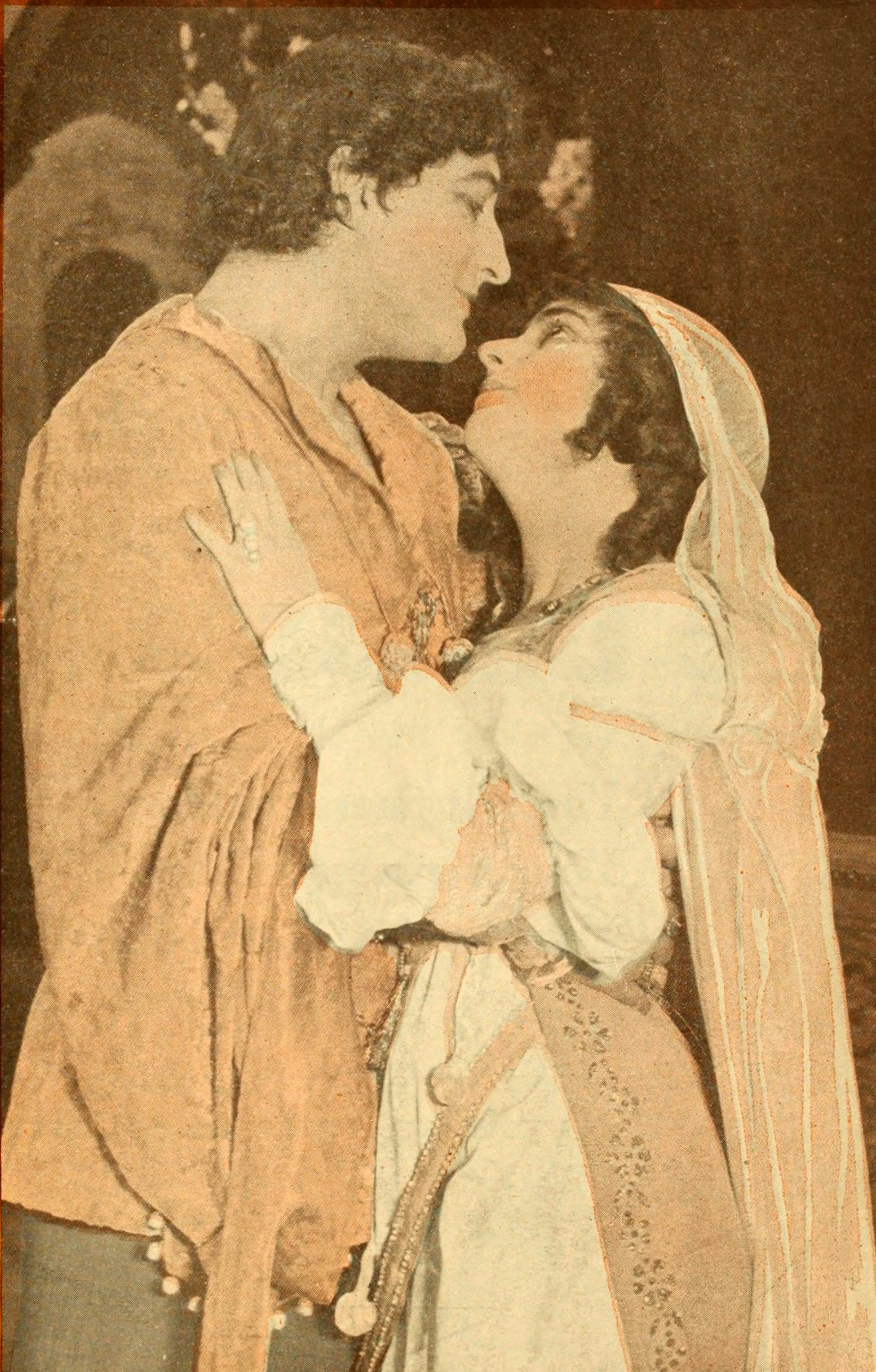
Romeo and Juliet (1916)

Francis X. Bushman (10 de enero de 1883-23 de agosto de 1966) fue un actor cinematográfico estadounidense. 

## Primeros años
Su nombre completo era Francis Xavier Bushman, y nació en Baltimore, Maryland. En su juventud Bushman entró en el Maryland Athletic Club y empezó a seguir un régimen culturista que le daría el físico que le haría famoso en el cine. El actor citaba a Eugen Sandow como una de sus influencias en el culturismo. En Nueva York trabajó como modelo artístico, posando en ocasiones desnudo para escultores. 
En 1902 Bushman se casó con Josephine Fladune. En la época en que iniciaba su carrera cinematográfica, la pareja tenía cinco hijos. En 1918 Bushman levantó un escándalo cuando se hizo público su relación con su compañera de reparto Beverly Bayne. Tres días después de finalizar su divorcio de Fladune, Bushman y Bayne se casaron, teniendo finalmente un hijo. 

## Carrera en el cine mudo
Bushman, como muchos de sus contemporáneos, se inició en el cine tras pasar por el teatro. Trabajaba en los Essanay Studios de Broncho Billy Anderson en Chicago, Illinois, donde llamó la atención por su físico escultural. Su carrera como ídolo del público se inició en el filme mudo de 1911 His Friend's Wife. En total, Bushman rodó más de 175 filmes antes de 1920, y 17 de ellos en el año de su debut. Además de para Essanay, trabajó para Vitagraph, firmando contrato con Metro-Goldwyn-Mayer en 1915.
Bushman contó con los servicios de Harry Reichenbach como su agente. Fue Reichenbach el que consiguió que el actor fuera contratado para actuar en el filme de 1925 Ben-Hur, en el cual encarnó a Messala. A Bushman le preocupaba que interpretar a un malvado afectara a su carrera pero, tras ser aconsejado por William S. Hart, que había hecho el papel en el teatro durante varios años, aceptó. En el filme, a diferencia de Ramón Novarro, la estrella del mismo, Bushman manejaba con soltura los carros y los caballos. Este papel debería haber llevado aún más al alza a Bushman pero, supuestamente, habría estado vetado por el directivo de Metro Goldwyn Mayer Louis B. Mayer, lo cual limitó su carrera.
En la cima de su carrera era llamado "El hombre más atractivo del mundo". Bushman fue también conocido como "el Rey de Photoplay" o "el Rey del Cine ", antes de que dichos títulos fueran a parar a Clark Gable.

## Carrera posterior
En 1928 interpretó al general Manuel Belgrano en la película Una nueva y gloriosa nación, que narraba una parte de la historia de la independencia argentina. Esto se dio porque en 1928, el empresario vasco Julián de Ajuria, que había producido hacia la época del Centenario algunas de las primeras películas de ficción argentinas, era un profundo admirador del cine de Hollywood. El sueño de este productor era realizar un filme histórico nacional con la grandilocuencia y fastuosidad del cine hollywoodense, y por muchos años intentó interesar a varios productores americanos en ese proyecto. Finalmente, cansado de negativas, el empresario decidió invertir por cuenta propia el dinero necesario para el rodaje de este film que, según diversas fuentes de la época, se aproximó a los 300.000 dólares. La película que, retomando una frase de la versión original del Himno nacional argentino, fue titulada Una nueva y gloriosa nación, estuvo a cargo del ignoto director norteamericano Albert H. Kelley y contó con el guion y la supervisión histórica de De Ajuria y con la producción de su empresa, la Sociedad General Cinematográfica. Cruzando una imaginaria intriga sentimental entre el revolucionario Manuel Belgrano y la hija de un general español que secretamente abraza la causa patriota, el filme se sumerge en los sucesos que condujeron a la Revolución de Mayo en 1810 y sigue las acciones de este prócer argentino hasta los campos de batalla. La película fue interpretada por importantes estrellas norteamericanas de la época, con Francis X. Bushman interpretando a Belgrano y la actriz Jacqueline Logan –que acababa de triunfar en el codiciado rol de María Magdalena en la bíblica The King of Kings (Cecil B. DeMille, 1927)– en el rol de su joven prometida. Una nueva y gloriosa nación contó al menos con dos versiones, una larga destinada al público argentino y otra abreviada y despojada de las escenas más localistas, dirigida al mercado extranjero. Esta última versión fue distribuida en los Estados Unidos por la empresa Film Booking Offices of America Inc. (FBO), que con el advenimiento del cine sonoro se fusionaría con RCA y otras compañías para formar la célebre RKO Radio Pictures. La FBO fue también la encargada de distribuir el filme en Europa, donde fue estrenado con los nombres de The Beautiful Spy en Inglaterra, La carica dei gauchos en Italia, Belgrano der Freiheitsheld en Alemania y La carga de los gauchos en España, títulos todos ellos que aludían vagamente a los sucesos representados.
Bushman recibió grandes salarios a lo largo de su carrera cinematográfica, y donó la tierra sobre la cual Sid Grauman edificó su famoso Grauman's Chinese Theatre. Pero su fortuna desapareció a causa del Crack del 29, época en la cual su carrera como actor ya empezaba a declinar. Bushman hubo de ganarse la vida aceptando pequeños papeles e intentando dirigir varios pequeños negocios. 
Tras su período cinematográfico, Bushman trabajó en la serie radiofónica de la CBS Those We Love. Emitida entre 1938 y 1945, Bushman interpretaba a John Marshall, padre de gemelos (encarnados por Richard Cromwell y Nan Grey). Robert Cummings completaba el reparto.
En sus últimos años trabajó como artista invitado en televisión, participando en series como Peter Gunn, Make Room for Daddy, The Many Loves of Dobie Gillis, Perry Mason y Dr. Kildare, y en 1966 también intervino en un episodio en dos partes de la serie Batman. Tanto Bushman como su compañero de reparto en The Grip of the Yukon, Neil Hamilton, actuaban en el episodio – su primera colaboración en 38 años. El papel de Bushman fue su última interpretación ante una cámara.

## Fallecimiento
Francis X. Bushman falleció a causa de un infarto agudo de miocardio en Pacific Palisades (Los Ángeles), California, en 1966. Fue enterrado en el Cementerio Forest Lawn Memorial Park de Glendale (California).
Su hijo, Ralph Bushman (1903–1978) fue un actor cinematográfico, trabajando entre las décadas de 1920 y 1940. 
Gran parte del trabajo en el cine mudo de Bushman se ha perdido como consecuencia de la descomposición de las películas. Fuera de Messala en Ben-Hur (1925), pocos otros de sus papeles son reconocidos fuera del círculo de los cinéfilos.